# Pteroceras
Pteroceras é um género botânico pertencente à família das orquídeas (Orchidaceae).

## Espécies
1. Pteroceras asperatum  (Schltr.) P.F.Hunt (1970)
2. Pteroceras biserratum  (Ridl.) Holttum (1960)
3. Pteroceras cladostachyum  (Hook.f.) H.A.Pedersen (1992)
4. Pteroceras compressum  (Blume) Holttum (1960)
5. Pteroceras decipiens  (J.J.Sm.) Bakh.f. (1963)
6. Pteroceras erosulum  H.A.Pedersen (1993)
7. Pteroceras fragrans  (Ridl.) Garay (1972)
8. Pteroceras fraternum  (J.J.Sm.) Bakh.f. (1963)
9. Pteroceras hirsutum  (Hook.f.) Holttum (1960)
10. Pteroceras indicum  Punekar (2008)
11. Pteroceras johorense  (Holttum) Holttum (1960)
12. Pteroceras leopardinum  (C.S.P.Parish & Rchb.f.) Seidenf. & Smitinand (1963)
13. Pteroceras longicalcareum  (Ames & Rolfe) Garay (1972)
14. Pteroceras monsooniae  Sasidh. & Sujanapal (2003)
15. Pteroceras muluense  Schuit. & de Vogel (2006)
16. Pteroceras muriculatum  (Rchb.f.) P.F.Hunt (1970)
17. Pteroceras nabawanense  J.J.Wood & A.L.Lamb (2010)
18. Pteroceras pallidum  (Blume) Holttum (1960)
19. Pteroceras philippinense  (Ames) Garay (1972)
20. Pteroceras semiteretifolium  H.A.Pedersen (1992)
21. Pteroceras simondianum  (Gagnep.) Aver. (1988)
22. Pteroceras spathibrachiatum  (J.J.Sm.) Garay (1972)
23. Pteroceras teres  (Blume) Holttum (1960) - Typus Species -
24. Pteroceras unguiculatum  (Lindl.) H.A.Pedersen (1992)
25. Pteroceras violaceum  (Ridl.) Holttum (1960)
26. Pteroceras viridiflorum  (Thwaites) Holttum (1960)
27. Pteroceras vriesii (Ridl.) Garay (1972)